# Бас, Евсевий Кондратьевич
Евсе́вий Кондра́тович Бас (1869 — не ранее 1915) — член II Государственной думы от Волынской губернии, крестьянин.

## Биография

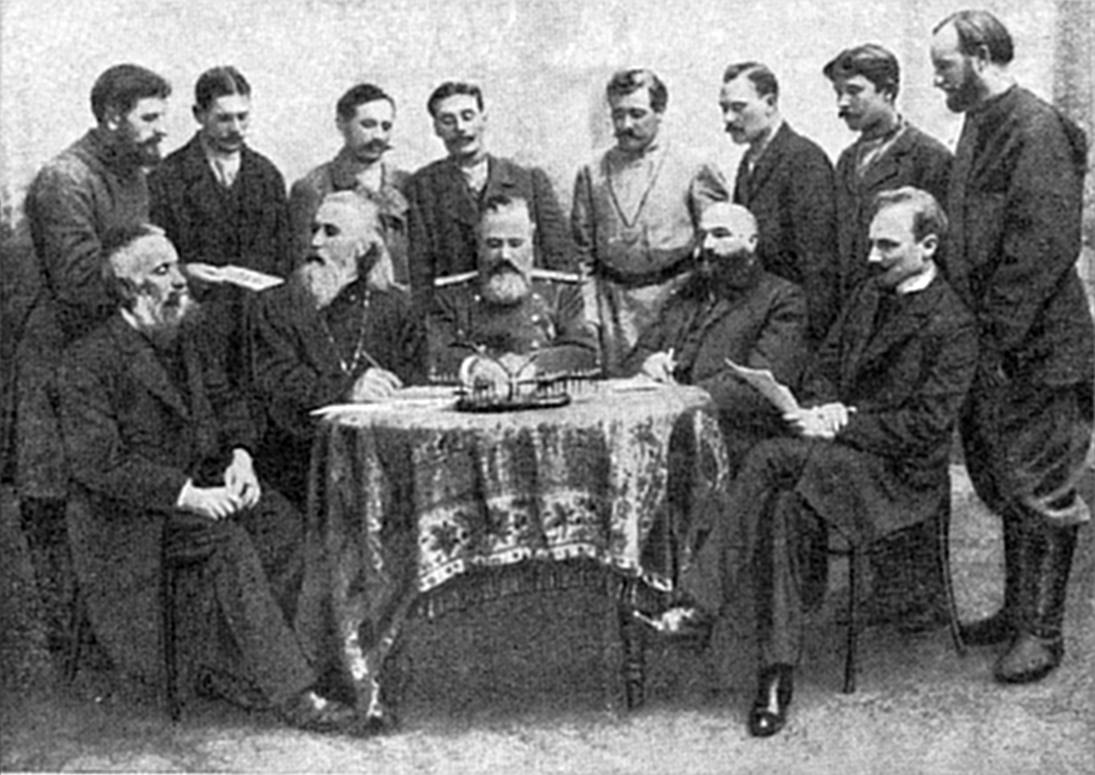
Члены 2-й Государственной думы от Волынской губернии. Сидят: И.Ф. Дрбоглав, Д.И. Герштанский, Г.Е. Рейн, Г.Н. Беляев, В.В. Шульгин; Стоят: П.С. Васюхник, Е.К. Бас, А.Ф. Коренчук, И.С. Ющук, В.С. Калишук, М.Ф. Гаркавый, М.А. Игнатюк, М.М. Никончук

Православный, крестьянин местечка Деражны Держанской волости Ровенского уезда.
Окончил народное училище. Занимался хлебопашеством (полдесятины надельной земли).
6 февраля 1907 года избран во II Государственную думу от общего состава выборщиков Волынского губернского избирательного собрания. Входил во фракцию «Союза 17 октября» и группу правых и умеренных. Подписал заявление группы умеренных крестьян по аграрному вопросу.
Участвовал в депутации правых думцев-крестьян, удостоившихся аудиенции Николая II 14 апреля 1907 года. После Третьеиюньского переворота подписал телеграмму на имя императора с благодарностью за роспуск Думы и изменение избирательного закона.
В годы Первой мировой войны состоял волостным старшиной. Судьба после 1915 года неизвестна.